# 422e régiment d'artillerie
Le 422e régiment d'artillerie est un régiment d'artillerie de l'armée de terre française.

## Etendard
Il ne porte aucune inscriptions.